# Ngbala
Ngbala est une localité, chef-lieu de district située dans le département de la Sangha au Nord-Ouest de la République du Congo.

## Géographie
Elle se trouve à proximité immédiate de la frontière avec le Cameroun, au confluent de deux rivières, le Koudou et la Dja.

## Économie
Le projet hydroélectrique du barrage de Chollet se trouve à 70 km en amont de Ngbala sur la rivière Ngoko.